# Вермейлен, Август
Август Вермейлен (фр. August Vermeylen; 12 мая 1872, Брюссель — 10 декабря 1945, Уккел) — бельгийский писатель
, литературный критик, филолог, искусствовед, педагог. Профессор Брюссельского университета, доктор наук. Политический и общественный деятель.

## Биография

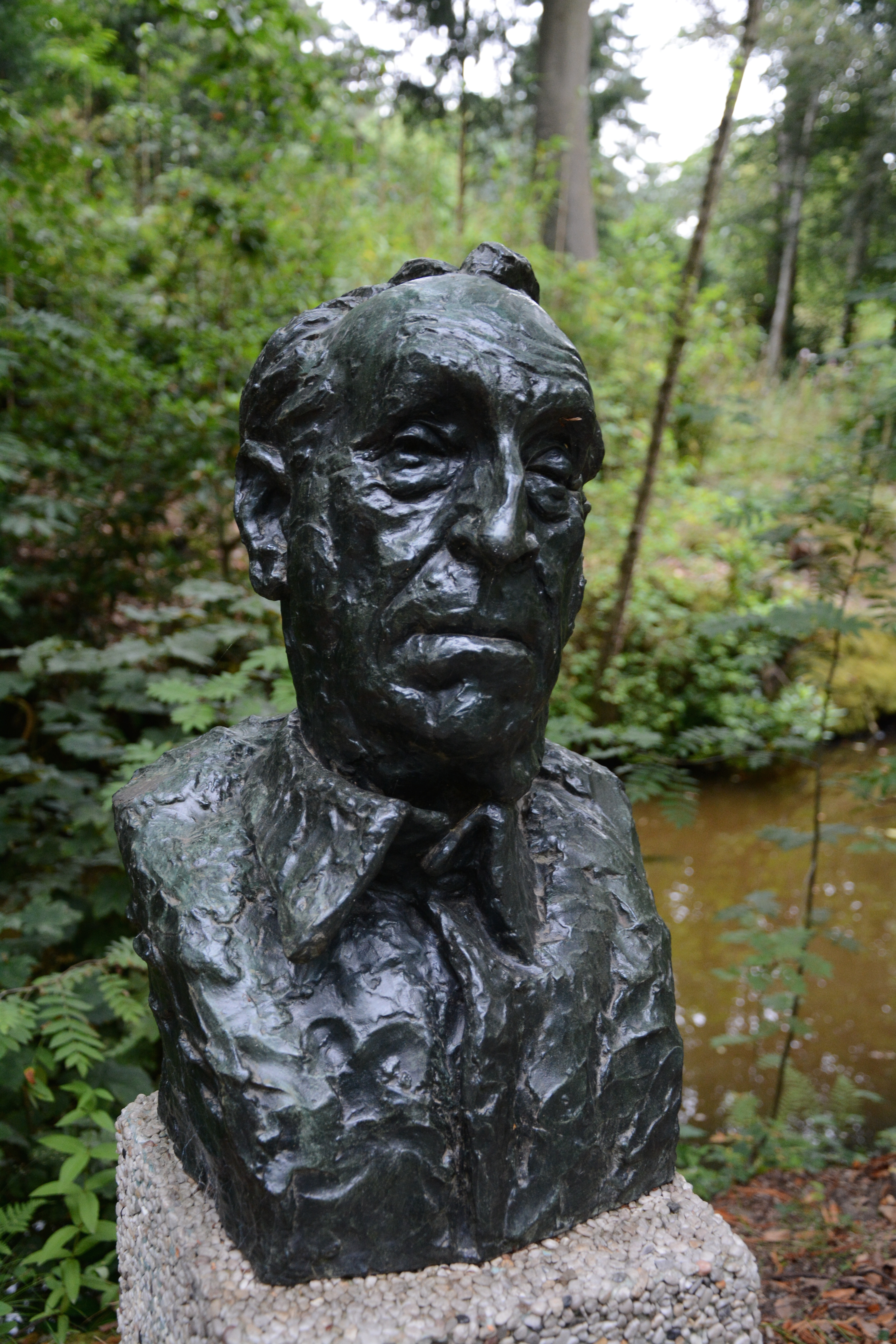
Бюст Августа Вермейлена в Музее скульптур под открытым небом Мидделгейм (Антверпен)

Обучался в университетах Брюсселя, Берлина и Вены. В 1899 году получил докторскую степень в области истории и литературы в Брюссельском университете.
Один из основателей фламандского литературно — художественного журнала «Отныне и сейчас» («Van Nu en Straks», 1893), сыгравшего значительную роль в развитии фламандской литературы.
В 1901 году был назначен профессором истории искусств, читал лекции по истории голландской литературы с 1902 по 1923 год. Позже до 1930 года — профессор голландской и современной литературы в университете Гента. В 1930—1932 годах был первым ректором этого фламандского университета.
С 1919 года — член Королевской академии голландского языка и литературы (Koninklijke Academie voor Nederlandse Taal- en Letterkunde) в Генте.
Политик. Член Бельгийской рабочей партии и Бельгийской социалистической партии. С 1921 по 1945 год — сенатор от рабочей партии.

## Творчество
Оказал большое влияние на культурную жизнь во Фландрии до Первой мировой войны.
Писал на фламандском языке. В романе «Вечный жид» (1906) пытался воплотить символические искания гармонического идеала в жизни. Автобиографическая книга «Два друга» (1943) написана под влиянием Г. Флобера. Автор труда «Фламандская литература от Гезелле до современности» (последнее издание 1963 г.).

## Избранная библиография
- 1894 — Het twaalfjarig bestand (Докторская диссертация)
- 1896 — Eene jeugd (эссе)
- 1899 — Leven en werken van Jonker Jan van der Noot
- 1900 — Vlaamsche en Europeesche beweging (эссе)
- 1904 — Verzamelde opstellen, eerste bundel
- 1905 — Verzamelde opstellen, tweede bundel
- 1906 — Kritiek der Vlaamsche Beweging (эссе)
- 1906 — Les lettres néerlandaises en Belgique depuis 1830
- 1906 — De wandelende Jood (роман)
- 1918 — Quelques aspects de la question des langues en Belgique
- 1920 — La flamandisation de l’université de Gand / De vervlaamsching der Gentsche Hoogeschool
- Geschiedenis der Europeesche plastiek en schilderkunst in Middeleeuwen en Nieuweren Tijd (в 3 томах 1921,1922 и 1925)
- 1923 — Van Gezelle tot Timmermans
- 1932 — Impressions de Russie
- 1939 — Hieronymus Bosch
- 1942 — Beschouwingen. Een nieuwe bundel verzamelde opstellen
- 1943 — Twee vrienden (автобиографический роман)
- 1946 — De Taak
- 1946 — Van de catacomben tot Greco
- Verzameld werk (6 томов[4], 1951—1955)